# Giuseppe Mazzarella
Giuseppe Mazzarella (Reggio Calabria, 1º luglio 1868 – Catania, 1958) è stato un giurista ed etnologo italiano.

## Biografia
Libero docente alla Facoltà di Giurisprudenza dell'Università di Catania dal 1909, vi resterà per l'intera carriera accademica, fino al collocamento a riposo, nel 1938.
Qui, nel 1926, viene istituita, appositamente per lui, la prima cattedra italiana di etnologia giuridica, in riconoscimento dei suoi notevoli studi sul diritto delle antiche civiltà dell'India.
A causa di una riforma degli ordinamenti degli studi universitari, nel 1936 è costretto a passare alla cattedra di Storia del diritto romano.
La sua attività di ricerca inizialmente riguarda le istituzioni familiari, il matriarcato e l'esogamia, poi, dal 1902, si volge allo studio delle istituzioni giuridiche primitive, preludi, questi, alla fondazione di una etnologia giuridica che si concretizzerà sistematicamente con l'opera monumentale, in 16 volumi, terminata nel 1938, dal titolo collettivo Studi di etnologia giuridica, una delle prime trattazioni sistematiche della disciplina, che attrasse l'interesse internazionale.
Con Mazzarella, l'etnologia giuridica, da semplice disciplina descrittiva qual era, diviene – sulla base di un suo precedente modello di studio approntato per dedurre, a partire dalle fonti originali, i principi del diritto babilonese e dell'antica civiltà giuridica indiana – scienza positiva capace di inferire, anche con metodo comparativo e statistico, le cause, le leggi e i vicendevoli rapporti fra i maggiori istituti giuridici dell'antichità.
La sua impostazione teorica si rifà al positivismo evoluzionista (di Edward Tylor soprattutto, ma anche ad idee di John Stuart Mill), nell'individuare le cause, quindi nel dedurre le leggi, che presiedono all'istituzione del diritto e governano la sua fenomenologia. L'opera di Mazzarella dunque, del tutto originale ed innovativa, si colloca lungo quella prospettiva positivista che considera le istituzioni giuridiche, assieme ai sistemi giuridici complessi cui fanno parte, alla stregua di entità che seguirebbero, nel loro sviluppo, propri processi evolutivi, regolari e continuativi.

## Opere principali
- Studi di etnologia giuridica, 16 voll., Tipografia Eugenio Coco, Catania, 1903-1938.